# Postulados de la Relatividad Especial
Vea también Teoría de la Relatividad Especial.

Los postulados de la relatividad especial son un conjunto de condiciones que debe cumplir una teoría físicamente razonable para ser compatible con electrodinámica clásica. Los postulados propuestos inicialmente por Einstein fueron reelaborados de manera más rigurosa hasta constituir una axiomatización rigurosa de la teoría de la relatividad.

## Postulados de la relatividad especial
Einstein postuló que una teoría de cuerpos en movimiento que fuera compatible con las ecuaciones del electromagnetismo clásico debía satisfacer dos condiciones:
1. Primer postulado (principio de relatividad)
La observación de un fenómeno físico por más de un observador inercial debe resultar en un acuerdo entre los observadores sobre la naturaleza de la realidad (es decir, la teoría debe presentar covariancia de Lorentz).
O, la naturaleza del universo no debe cambiar para un observador si su estado inercial cambia.
O, toda teoría física debe ser matemáticamente similar para cada observador inercial, presentando a lo sumo variaciones dentro del rango de las condiciones iniciales de la misma.
O, las leyes del universo son las mismas sin que importe el marco de referencia inercial.
2. Segundo postulado (invariabilidad de c)
La Luz siempre se propaga en el vacío con una velocidad constante c que es independiente del estado de movimiento del cuerpo emisor y del estado de movimiento del observador.
Estas dos condiciones por sí mismas, no determinan completamente la teoría especial de la relatividad y es necesario añadir supuestos adicionales para constituir una axiomatización razonable de la teoría de la relatividad. Además el primer postulado, históricamente ha ocasionado cierta confusión, y llevó erróneamente a pensar que el formalismo de la teoría sólo era aplicable a sistemas de referencia inerciales (ver #Críticas).

## Derivaciones alternativas de la Relatividad Especial
Los dos postulados base para la relatividad especial que se esbozaron en el apartado anterior son, históricamente, los utilizados por Einstein, y hoy en día siguen siendo los más utilizados. Sin embargo, desde la publicación del trabajo original de Einstein se han descubierto un conjunto pequeño de postulados suficientes para derivar la teoría. En particular, varios autores han mostrado que es posible derivar la estructura de la teoría de la relatividad especial a partir del principio de relatividad por sí solo junto con algunas suposiciones sobre la simetría y homogeneidad del espacio-tiempo. Tales derivaciones dan paso a una teoría libre de una velocidad constante universal, y en su lugar existe una velocidad constante {\displaystyle K}, que debe determinarse experimentalmente. Por ejemplo, un {\displaystyle K} infinito correspondería a la relatividad Galileana. Sin embargo, una vez que el experimento asigna {\displaystyle K=c}, la teoría corresponde exactamente a la teoría de la relatividad especial. Consecuentemente, los resultados de tal aproximación de un solo postulado satisfacen la relatividad especial mientras resaltan la importancia del principio de relatividad. Ellos cambian el rol de la velocidad constante universal, pasando de causa a una consecuencia.
En el mismo sentido el físico ruso Anatoli Logunov demostró en 1984 que la teoría de la relatividad derivada por Einstein es un poco menos general que la derivada del único postulado de que la estructura del espacio-tiempo es la de una geometría pseudoeuclídea como la del espacio de Minkowski. En esa derivación más general la teoría puede tratar sin problemas sistemas acelerados en que la métrica toma una forma diferente de la canónica. Además se demuestra que la velocidad física de la luz es constante e igual a c para todos los observadores, aunque la velocidad coordenada de la luz (la que usó Einstein) en sistemas no inerciales puede diferir según la dirección en sistemas acelerados (no así la velocidad física de la luz).

## Formulación matemática de los postulados
En la rigurosa formulación matemática de la relatividad especial, se supone que el universo existe en un espacio-tiempo M de cuatro dimensiones. Puntos individuales en el espacio-tiempo son conocidos como eventos (fenómenos definidos en tiempo y lugar). El movimiento de objetos físicos en el espacio-tiempo están descritos por la línea de universo (si el objeto es una partícula)) o plano de universo (si el objeto es mayor que un punto). El objeto podría tener también otras características físicas tales como energía, momentum, masa, carga, etc.
Además de eventos y objetos físicos, existen los sistemas de referencia inercial. Cada sistema de referencia inercial provee un sistema de coordenadas {\displaystyle (x_{1},x_{2},x_{3},t)} para los eventos en el espacio-tiempo M. Además, este sistema de referencia también brinda coordenadas para todas las otras características físicas del objeto en el espacio-tiempo, por ejemplo el sistema brindará coordenadas {\displaystyle (p_{1},p_{2},p_{3},E)} para el momentum y energía de un objeto, o coordenadas {\displaystyle (E_{1},E_{2},E_{3},B_{1},B_{2},B_{3})} para un campo electromagnético y así sucesivamente. 
También se asume que dados dos sistemas de referencia inercial, existe una transformación de coordenadas que convierte las coordenadas de un sistema de referencia en las coordenadas de otro sistema de referencia. Esta transformación no solo convierte las coordenadas del espacio-tiempo {\displaystyle (x_{1},x_{2},x_{3},t)}, también convierte las coordenadas de las otras características físicas, tal como la conversión de la ley del momentum y energía {\displaystyle (p_{1},p_{2},p_{3},E)} (en la práctica, esta conversión de leyes se puede hacer eficientemente utilizando matemática de tensores.
Se asume, además, que el universo obedece un número de leyes físicas. Matemáticamente, se puede expresar cada ley física con respecto a las coordenadas dadas por un sistema de referencia inercial, o ser referenciadas por una ecuación matemática que asocie las coordenadas de varios objetos en el espacio-tiempo, tal como una ecuación diferencial. Un ejemplo típico son las ecuaciones de Maxwell, otro ejemplo es la primera ley de Newton. 

1. Primer Postulado (Principio de relatividad)
Las leyes físicas no varían con una transformación de coordenadas inerciales. Esto es: si un objeto, en el espacio-tiempo, cumple las ecuaciones matemáticas que describen alguna ley física en un determinado sistema de referencia inercial deberá, necesariamente, obedecer las mismas ecuaciones bajo otro sistema de referencia inercial.
2. Segundo Postulado (invariabilidad de c)
Existe una constante absoluta {\displaystyle c} con la siguiente propiedad. Sean A y B dos eventos con coordenadas {\displaystyle (x_{1},x_{2},x_{3},t)} y {\displaystyle (y_{1},y_{2},y_{3},s)} en un sistema de referencia inercial {\displaystyle F}, que también tienen coordenadas {\displaystyle (x'_{1},x'_{2},x'_{3},t')} y {\displaystyle (y'_{1},y'_{2},y'_{3},s')} en otro sistema de referencia inercial {\displaystyle F'}, entonces 
{\displaystyle {\sqrt {(x_{1}-y_{1})^{2}+(x_{2}-y_{2})^{2}+(x_{3}-y_{3})^{2}}}=c(s-t)} si y solo si {\displaystyle {\sqrt {(x'_{1}-y'_{1})^{2}+(x'_{2}-y'_{2})^{2}+(x'_{3}-y'_{3})^{2}}}=c(s'-t')}.
Conviene distinguir como diversos autores han señalado la velocidad física de la luz que efectivamente es constante e igual a c de la velocidad coordenada de la luz que en ciertos sistemas de coordenadas puede diferir de la velocidad física anterior.
Informalmente, el Segundo Postulado sostiene que objetos viajando a la velocidad c en un sistema de referencia, necesariamente viajarán a la velocidad c en todos los sistemas de referencia. De esto se desprende que el Segundo Postulado se puede deducir matemáticamente del Primer Postulado utilizando las ecuaciones de Maxwell, en cuyo caso c está dado por {\displaystyle c=1/{\sqrt {\mu _{0}\epsilon _{0}}}}, donde {\displaystyle \mu _{0}} y {\displaystyle \epsilon _{0}} son la permeabilidad y la permitividad del vacío respectivamente. Considerando que las ecuaciones de Maxwell's gobiernan la propagación de las radiaciones electromagnéticas tales como la luz, es práctica común referirse a c como la velocidad de la luz. Uno podría interpretar que el Segundo Postulado no es más que la confirmación de que la electrodinámica tal y como la describen las ecuaciones de Maxwell es realmente correcta, en contraste con la teoría de la relatividad Galileana que estaba en contradicción con las ecuaciones de Maxwell (a menos que postulemos la existencia del éter, posibilidad descartada a raíz de la experiencia de Michelson y Morley). Sin embargo, cabe señalar que la formulación del Segundo Postulado, tal como se ha anotado más arriba, realmente no requiere la existencia de la radiación electromagnética ni de las ecuaciones de Maxwell.
El Segundo Postulado se puede utilizar para crear una versión más sólida de sí mismo, a saber: un intervalo espacio-tiempo es invariable bajo cambios en el sistema de referencia inercial. En la misma notación utilizada antes, esto significa que 
{\displaystyle c^{2}(s-t)^{2}-(x_{1}-y_{1})^{2}-(x_{2}-y_{2})^{2}-(x_{3}-y_{3})^{2}}
{\displaystyle =c^{2}(s'-t')^{2}-(x'_{1}-y'_{1})^{2}-(x'_{2}-y'_{2})^{2}-(x'_{3}-y'_{3})^{2}}
para cualquier dos eventos A, B. Esto se puede utilizar a su vez para deducir las leyes de transformación entre sistemas de referencia; véase Transformaciones de Lorentz.
Los postulados de la relatividad especial se pueden expresar sucintamente utilizando el lenguaje matemático de la variedad pseudoriemanniana. El Segundo Postulado es una confirmación de que el espacio-tiempo M es una variación pseudoriemanniana con una métrica g de signatura (1,3), el cual es dado por la métrica de Minkowski cuando se mide en un sistema de referencia inercial. Esta métrica se ve como una de las cantidades físicas de la teoría, por lo que se transforma en cierta manera cuando el sistema de referencia cambia y puede utilizarse legítimamente al describir las leyes de la Física. El Primer Postulado es una confirmación que las leyes de la física son invariables cuando son representadas en cualquier sistema de referencia para el que se ha dado una métrica Minkowski g. Una ventaja de esta formulación que no es fácil comprar la relatividad especial con la relatividad general, en la que se mantienen los mismos dos postulados pero que abandona el supuesto de que se requiere que la métrica sea Minkowski.
La teoría de la relatividad Galileana es un caso restringido de la teoría de la relatividad especial en el límite {\displaystyle c\to \infty } (algunas veces referido como el límite no relativista). En esta teoría, el Primer Postulado se mantienen inalterado, pero el segundo cambia de esta forma:
Sean A y B dos eventos con coordenadas {\displaystyle (x_{1},x_{2},x_{3},t)} y {\displaystyle (y_{1},y_{2},y_{3},s)} en un sistema inercial {\displaystyle F}, y coordenadas {\displaystyle (x'_{1},x'_{2},x'_{3},t')} y {\displaystyle (y'_{1},y'_{2},y'_{3},s')} en otro sistema inercial {\displaystyle F'}, entonces {\displaystyle s-t=s'-t'}. Además, si {\displaystyle s-t=s'-t'=0}, entonces
{\displaystyle \quad {\sqrt {(x_{1}-y_{1})^{2}+(x_{2}-y_{2})^{2}+(x_{3}-y_{3})^{2}}}}
{\displaystyle ={\sqrt {(x'_{1}-y'_{1})^{2}+(x'_{2}-y'_{2})^{2}+(x'_{3}-y'_{3})^{2}}}}.
La teoría física dada por la mecánica clásica, y por la gravedad Newtoniana es consistente con la relatividad Galileana, pero no con la relatividad especial. Por otro lado, las ecuaciones de Maxwell no son consistentes con la relatividad Gelileana, a menos que se acepte la existencia de un éter físico. En un sorprendente número de casos, las leyes de la física de la relatividad especial (como en el caso de la famosa ecuación {\displaystyle E=mc^{2}}) se pueden deducir combinando los postulados de la relatividad especial con la hipótesis de que las leyes de la relatividad especial se asemejan a las leyes de la mecánica clásica cuando se utiliza un límite no-relativista.

## Críticas
La forma original de los postulados de Einstein no era todo lo clara que debía ser. Por ejemplo, la confusión que se da en los trabajos de Einstein o W. E. Pauli sobre la velocidad coordenada de la luz y la velocidad física de la luz llevó a creer que el segundo postulado debía ser modificado, ya que la velocidad coordenada de luz puede depender de la dirección y puede ser en valor absoluto superior a c. Sin embargo, si se distingue apropiadamente la velocidad coordenada de la velocidad física, el segundo postulado es mantenible sin problemas (aplicado siempre a la velocidad física).
Algunos autores como A. A. Logunov han criticado que el propio Einstein consideró que la relatividad especial sólo era válida para describir sistemas inerciales. Esta interpretación de Einstein le llevó por ejemplo a tratar de resolver la paradoja de los gemelos usando la relatividad general, aun cuando el propio Logunov ha demostrado que los cálculos se pueden hacer sin salir del marco de la relatividad especial, llegándose al mismo resultado al que Einstein llegó usando la relatividad general.
Debido principalmente a estas dos deficiencias, algunos autores han propuesto redefinir los postulados de la relatividad especial de manera más formal, empezando por asumir de entrada que la geometría del espacio físico en el seno de dicha teoría es la derivada de la construcción llamada espacio de Minkowski que permite una formulación de la teoría intrínseca sin usar un tipo de coordenadas particulares, que es lo que esencialmente hizo Einstein que se restringió básicamente a coordenadas galileanas, razón por la que creyó que la teoría es menos general de lo que en realidad es. Al partir de que la estructura del espacio-tiempo es minkowskiana, las transformaciones de Lorentz se deducen directamente, como las transformaciones más generales que forman parte del grupo de isometría de dicha geometría.
Otra confusión que acarreó la formulación de Einstein y el abuso de coordenadas galileanas es que el grupo de Poincaré juega un papel privilegiado en la teoría. Sin embargo, como demostró el trabajo de A. A. Logunov aun para sistemas acelerados en un espacio-tiempo tetradimensional existe un grupo de Lie de dimensión 10 bajo el cual la teoría es invariante, aunque sólo para sistemas inerciales ese grupo es el grupo de Poincaré.